# Districte de Lavaux-Oron

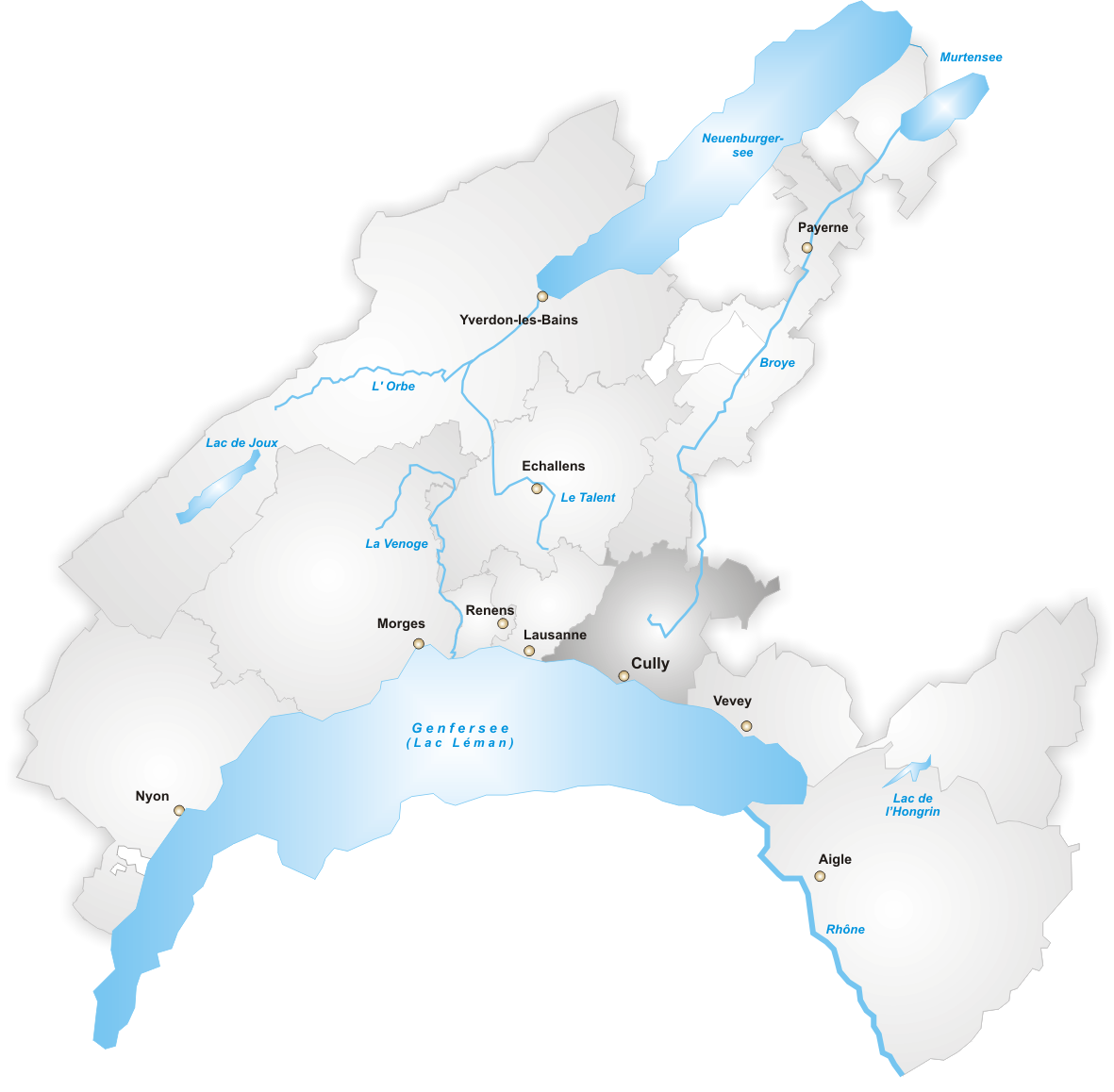
El districte de Lavaux-Oron

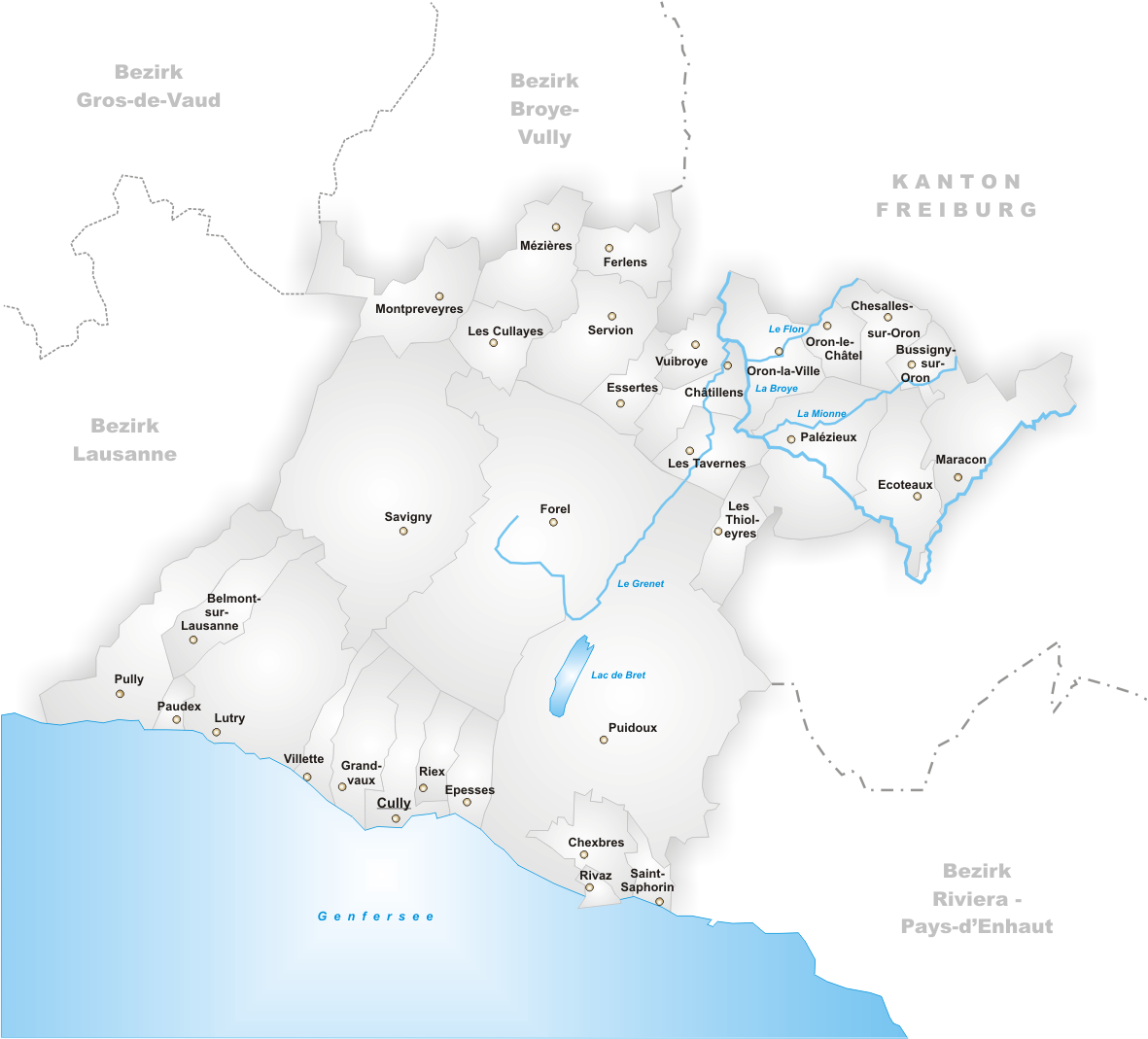
Municipis del Districte de Lavaux-Oron

El Districte de Lavaux-Oron és un dels deu districtes actuals del cantó suís de Vaud. Compta amb 52987habitants (cens del 2005) i 134,57 km². Està format per 32 municipis i el cap del districte és Cully. Aquest districte va aparèixer en la reforma de 2008 a partir de tots els municipis de l'antic districte de Lavaux, a més dels del districte d'Oron, excepte Carrouge, Corcelles-le-Jorat, Ropraz et Vulliens que van passar al districte de Broye-Vully i Peney-le-Jorat, que es va unir al districte del Gros-de-Vaud, de la mateixa manera que els municipis de Belmont-sur-Lausanne, Paudex i Pully que van passar al districte de Lausanne.

## Municipis
- Belmont-sur-Lausanne
- Bussigny-sur-Oron
- Châtillens
- Chesalles-sur-Oron
- Chexbres
- Les Cullayes
- Cully
- Ecoteaux
- Epesses
- Essertes
- Ferlens
- Forel (Lavaux)
- Grandvaux
- Lutry
- Maracon
- Mézières
- Montpreveyres
- Oron-la-Ville
- Oron-le-Châtel
- Palézieux
- Paudex
- Puidoux
- Pully
- Riex
- Rivaz
- Saint-Saphorin (Lavaux)
- Savigny
- Servion
- Les Tavernes
- Les Thioleyres
- Villette (Lavaux)
- Vuibroye